# Muhammad Al-Daylamî
Muhammad Al-Daylamî est un mystique musulman du quatrième siècle de l'hégire.

## Biographie
Muhammad Al-Daylamî naquit dans la région de la mer Caspienne à une date inconnue. Il fut l’élève de ‘Abd Allâh Ibn Khafîf, le grand Sheikh de Shirâz mort en 982 (371 de l’hégire). Il hérita de lui une voie grandement inspirée par al-Hallaj.

## Œuvres
Son ouvrage,‘Atf al-Alih al-Ma’lûf ‘alâ al-lâm al-ma‘tûf, est selon les auteurs de sa récente édition critique, Hasan al-Shâfi‘î et Joseph Norment Bell, le plus ancien livre complet de l’héritage islamique sur le sujet de l’amour qui nous soit parvenu, si l’on exclut les épîtres et écrits parcellaires disponibles.